# غاري ديفيس
غاري ديفيس (بالإنجليزية: Reverend Gary Davis) (و. 1896 – 1972 م) هو موسيقي، وفنان الشارع، وملحن، وعازف قيثارة أمريكي، ولد في مقاطعة لورينز (كارولينا الجنوبية)، يستخدم آلات قيثارة، وهارمونيكا، توفي عن عمر يناهز 76 عاماً، بسبب نوبة قلبية.

## وصلات خارجية
- غاري ديفيس على موقع IMDb (الإنجليزية)
- غاري ديفيس على موقع الموسوعة البريطانية (الإنجليزية)
- غاري ديفيس على موقع ميوزك برينز (الإنجليزية)
- غاري ديفيس على موقع ميوزك برينز (الإنجليزية)
- غاري ديفيس على موقع أول ميوزيك (الإنجليزية)
- غاري ديفيس على موقع ديسكوغز (الإنجليزية)
- غاري ديفيس على موقع ديسكوغز (الإنجليزية)
- غاري ديفيس على موقع ديسكوغز (الإنجليزية)

- غاري ديفيس في قاعدة بيانات الأفلام على الإنترنت